# British Numismatic Society
La Società Numismatica Britannica (in inglese British Numismatic Society, sigla BNS) è un'organizzazione per la promozione e la realizzazione di studi sulle monete e sulle medaglie britanniche. È stata fondata nel 1903.

## Pubblicazioni
La pubblicazione principale è il British Numismatic Journal, pubblicato dal 1903. Nelle pubblicazioni numismatiche è normalmente abbreviata come BNJ. La BNS ha una biblioteca che è stata integrata con quella della Royal Numismatic Society e che è ospitata al Warburg Institute.

## Presidenti[2]
| 1903-08                  | P. W. P. Carlyon-Britton  |
| 1909                     | W. J. Andrew              |
| 1910-14                  | P. W. P. Carlyon-Britton  |
| 1915-19                  | H. W. Morrieson           |
| 1920-21                  | F. A. Walters             |
| 1922 (fino al 22 giugno) | John Sanford Saltus       |
| 1922 (dal 28 giugno)     | Grant R. Francis          |
| 1923-25                  | Grant R. Francis          |
| 1926-27                  | William J. Freer          |
| 1928 (fino 20 febb.)     | P. W. P. Carlyon-Britton  |
| 1928 (dal 22 febb.)      | H. W. Morrieson           |
| 1929-32                  | H. W. Morrieson           |
| 1933-37                  | Vernon B. Crowther-Beynon |
| 1938-45                  | H. W. Taffs               |
| 1946-50                  | C. E. Blunt               |
| 1951-54                  | E. J. Winstanley          |
| 1955-58                  | H. H. King                |
| 1959-63                  | D. F. Allen               |
| 1964-65                  | C. W. Peck                |
| 1966-70                  | C. S. S. Lyon             |
| 1971-75                  | S. E. Rigold              |
| 1976-80                  | P. Woodhead               |
| 1981-83                  | J. D. Brand               |
| 1984-88                  | H. E. Pagan               |
| 1989-93                  | C. E. Challis             |
| 1994-98                  | G. P. Dyer                |
| 1999-2003                | D. W. Dykes               |
| 2004-2008                | Mark Blackburn            |
| 2008-12                  | R. J. Eaglen              |
| 2012-                    | R. Bland                  |